# Borodino
Borodino (ros. Бородино) – wieś (ros. деревня, trb. dieriewnia) w obwodzie moskiewskim Rosji, 12 kilometrów na zachód od Możajska. 
W 1812 roku odbyła się tu bitwa podczas inwazji na Rosję wojsk Napoleona Bonapartego. Wieś była również miejscem walk w czasie obrony Moskwy w 1941 roku podczas ataku Niemiec na Związek Radziecki.